# Bit-level parallelism
Параллелизм на уровне битов — вид параллельных вычислений, основанный на увеличении размера машинного слова.
С появлением первых микропроцессоров в начале 1970-х годов увеличение размера машинного слова стало основным направлением прогресса при разработки новых моделей. Четырёхбитные микропроцессоры сменялись 8-, 16- и 32-битными. Каждое удвоение машинного слова снижало количество инструкций, необходимых для обработки данных, имеющих большую длину, чем размер прежнего машинного слова. Возможности увеличения производительности за счёт увеличения размера машинного слова в основном были исчерпаны с появлением 32-разрядного микропроцессора 80386 в 1985 г. Значительно более позднее появление 64-разрядных микропроцессоров в основном связано с увеличением адресного пространства, а не производительности. Процессоров общего назначения с большей разрядностью машинного слова (128 бит) на 2020 г. ещё не существует.